# Арсије
Арсије (итал. Arsié) је насеље у Италији у округу Белуно, региону Венето.
Према процени из 2011. у насељу је живело 929 становника. Насеље се налази на надморској висини од 312 м.

## Становништво
Према резултатима пописа становништва 2011. у општини је живело 2.465 становника.
| 1931. | 1936. | 1951. | 1961. | 1971. | 1981. | 1991. | 2001. | 2011. |
| ----- | ----- | ----- | ----- | ----- | ----- | ----- | ----- | ----- |
| 6.827 | 5.704 | 6.318 | 5.304 | 4.050 | 3.325 | 2.920 | 2.806 | 2.465 |